# Malibu Stacy
Malibu Stacy es una banda de rock belga formada en Visé en el año 2003. El grupo está compuesto por, David de Froidmont (voz), Michaël Goffard (guitarra), Salvio La Delfa (batería), David Halleux (guitarra), Jérôme Gierkens (piano) y Paulie Lee (bajo).
El estilo de la banda es un poco difícil de definir, ya que es como una mezcla entre Power Pop y Rock, y en varias ocasiones también es definido como punk-rock.
Malibu Stacy son, junto a DEUS, Esperanto (banda), Soulwax y The Wallace Collection son las cuatro bandas de rock de Bélgica más famosas de todos los tiempos a nivel mundial según la revista estadounidense, Rolling Stone.

## Historia

### Primeros años (2003-2005)
La banda comenzó en el año 2003, precediendo a los Cash Converters hoy desaparecidos, con el objetivo de participar en el concurso de música belga Concours Circuit, dirigida por la organización Court-Circuit (entre otros, la banda Sharko y Hollywood Porn Stars fueron los ganadores de este concurso). 
Malibu Stacy ganó la final en noviembre de 2004 en la sede Le Botanique, en la ciudad de Bruselas.
Después de esto, la banda consiguió un contrato con el sello indie 62TV registros. En este momento, grabaron su segundo intento (el primero fue una demostración de producción propia que consta de 3 canciones escritas en 2004), un EP de 5 títulos producidos en 2005, y luego, rápidamente, su primer álbum titulado G, registrada en Italia bajo la dirección de Francesco Donadello, y en el año 2006.

### Años de éxito (2006-actualidad)
Después de varios conciertos durante el invierno de 2007, Malibu Stacy se trasladó a la ciudad de Nueva York en abril de 2008, en el estudio arnés para grabar un segundo EP titulado Marathon, en septiembre del mismo año.
Su más famosa y exitosa canción "Los Angeles" aparece en el videojuego de fútbol, FIFA 07.
El disco más reciente fue lanzado en el año 2011, es titulado como We are Not From, el disco cuenta con una cantidad de diez canciones, ha sido muy vendido en Bélgica, Francia y Estados Unidos.

## Trayectoria

### Primer álbum (2004)
Este fue el primer disco del grupo, el disco fue lanzado a la venta en el año 2004, solo contaba con tres canciones; Peniche Praia, Grasshopper Green y Christmas. Este álbum no tuvo mucho éxito ya que era muy corto.[cita requerida]

### Primer EP (2005)
El segundo álbum de Malibu Stacy se lanzó en el año 2005, este ya contenía cinco canciones; Sh Sh, Peniche Praia, Grashopper Green (que ya había aparecido en el demo anterior), Sex in Malibu y Morning Trouble (In a Coffe Cup), este disco ya tuvo un poco más de éxito que el anterior, según la revista Rolling Stone y MTV.

### G Album (2006)
Este fue el primer álbum de estudio lanzado en el año 2006 y según muchos críticos ha sido el más exitoso[cita requerida] de la barrera de esta banda. Contenía 13 canciones (algunas ya habían aparecido en EP anteriores).
Según MTV y otras revistas de críticas musicales, fue uno de los discos más exitosos y vendidos en Bélgica en el año 2006. La canción Los Angeles apareció en el videojuego desarrollado por EA Sports, FIFA 07, siendo considerada por los jugadores como una de las mejores canciones del videojuego.

### Marathon (2008)
Este fue el segundo álbum de estudio lanzado por la banda belga, fue titulado "Marathon", el cual contenía un total de doce canciones, su lanzamiento oficial se dio en el año 2008.
Según la revista Rolling Stone, la canción más escuchada y exitosa de este álbum fue Hotel de Police, siendo muy escuchada en Estados Unidos y en Europa.

## Miembros

### Miembros actuales
- David Leo de Froidmont (Dave): voz
- Michaël Goffard (Miike o Mickey): guitarra
- Salvio La Delfa: batería
- David Halleux (Dave Ash): guitarra
- Jérôme Gierkens (J): piano
- Paulie Lee: bajo

### Antiguos miembros
- Sebastien Peters: batería (2003–2004)
- Jean-Christophe Olivier: bajo (2003–2005)

## Discografía
- 2004: Demo auto-producido

1. Peniche Praia
2. Grasshopper Green
3. Christmas

- 2005: EP

1. Sh Sh
2. Peniche Praia
3. Grasshopper Green
4. Sex In Malibu
5. Morning Trouble (In A Coffee Cup)

- 2006: G (album)

1. Intro
2. Killing All The Young Gods
3. Come On Commons
4. Los Angeles
5. The Fever
6. Saturday Night Fisher
7. Sex In Malibu
8. Soda Pop
9. Sh Sh
10. VHF UHF
11. Runaways
12. Feck This (1985)
13. I-Naked

- 2008: Marathon

1. Hotel de Police
2. I Was Spartacus
3. Ladies Can't Drive
4. Bonadona
5. Join The Glenwood Army
6. Flashdance
7. Troublemakers
8. Maria
9. Older Bolder (and stuff like that...)
10. Duck and Cover
11. Black Shoes
12. White Teeth

- 2011: We Are Not From

1. Général Thys
2. Razorback
3. Patricia
4. The Road is Dead
5. Gyokusaï
6. All Saints' Day
7. Childhood's End
8. New Year
9. Mardi Gras
10. Lassa Lucia!